# All in One Voice
All in One Voice (с англ. — «Всё в одном голосе») — двенадцатый студийный альбом валлийской певицы Бонни Тайлер, выпущенный 28 декабря 1998 года на лейбле East West Records.

## Об альбоме
Альбом остаётся наименее коммерчески успешным в карьере певицы из-за отсутствия поддержки, а вскоре и банкротства лейбла. В поддержку альбома было выпущено два сингла: «He’s the King», который смог попасть только в немецкий чарт на девяносто пятую позицию, и «Heaven», с которым певица участвовала в конкурсе Melodifestivalen; третьим синглом должна была стать песня «Soon Will Be Too Late», однако из-за низких продаж пластинки выпуск не состоялся.

## Отзывы критиков
| Оценки критиков | Оценки критиков |
| Источник        | Оценка          |
| --------------- | --------------- |
| AllMusic        | [ 1 ]           |
| Живой звук      | [ 3 ]           |

Дмитрий Аношин в рецензии для газеты «Живой звук» написал: «Хриплая, якобы рок-н-ролльная мадам Бонни Тайлер. Милейшая женщина, хотя, помимо годов 80-х хитов „Total Eclipse of the Heart“, „It’s a Heartache“, „Lost in France“ или „Holding Out for a Hero“, вспомнить что-то из её репертуара сложно. Тем не менее обаяние, блондинистая грива, печальные глазищи в пол-лица, кривая ухмылка и, что особенно важно, словно бы пропитой и прокуренный голос сделали её одной из любимейших певиц у нашего народа. Новый диск не прибавит ничего нового к сказанному. Всё те же песни, разве что поспокойнее (уже возраст, хоть и „ягодка опять“), и с кельтским колоритом некоторых аранжировок (представьте, есть даже кельтский реггей). Всё тот же имидж. Ничего нового и без диска вполне можно прожить. Но слушаешь и приятно. Вот только классику Скримин Джея Хокинса „I Put a Spell on You“ не так она спела. Душу не рвет, а должно бы».

## Список композиций
1. «Heaven» (Пер Андреассон, Пермилла Эмме) — 3:24
2. «Like an Ocean» (Пер Андреассон, Пермилла Эмме) — 4:08
3. «Soon Will Be Too Late» (Пер Андреассон, Пермилла Эмме) — 3:52
4. «You Always Saw the Blue Skies» (Уилл Дженнингс, Фрэнки Миллер) — 3:52
5. «We Can Start Here» (Мойя Бреннан, Деннис Вуд) — 4:03
6. «Angel of the Morning» (Чип Тейлор) — 3:43
7. «The Reason Why» (Пол Хопкинс, Ли Моррис) — 3:50
8. «Return to Blue» (Эрик Бродка, Гернот Ротенбах) — 3:26
9. «You’re Breaking My Heart Again» (Эрик Бродка, Гернот Ротенбах) — 3:37
10. «I Put a Spell on You» (Скримин Джей Хокинс) — 4:38
11. «I’ll Never Let You Down» (Фрэнки Миллер) — 3:52
12. «The Rose» (Аманда Макбрум) — 3:24
13. «He’s the King» (Харольд Фальтермайер, Гернот Ротенбах) — 4:48
14. «Silent Night» (Франц Грубер, Йозеф Мор) — 2:26